# 世界軸
世界軸（）は大地と天との接続点を表すシンボル。また二つの領域間の移動手段、通信手段でもある。そこでは四方位が交わる場所であり、天からの宝が世界中に広められる。世界軸は世界の中心、すなわちオムパロス（臍）でもあり、世界の開始点にあたる場所に置かれる。

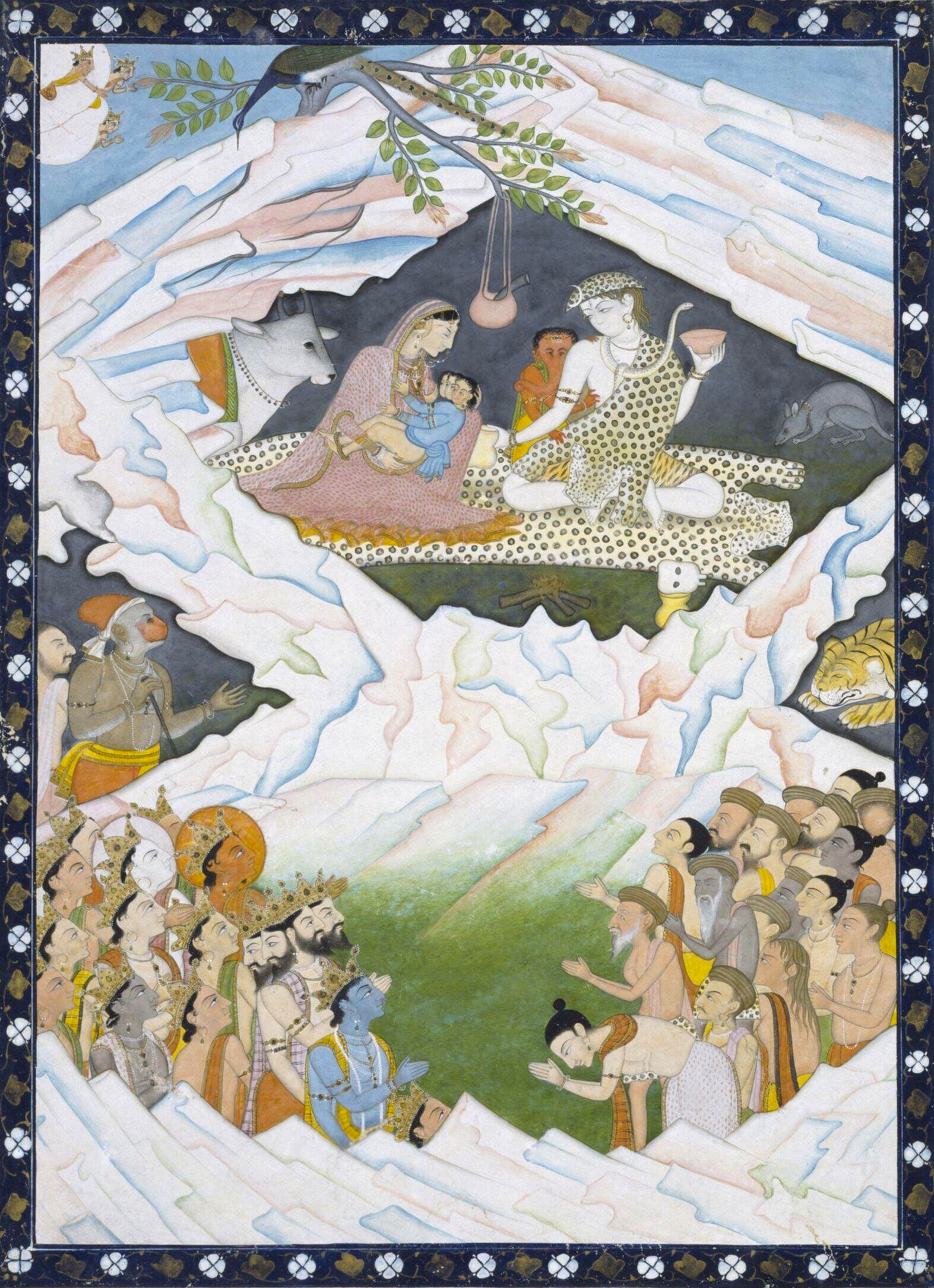
カイラス山でシヴァとパールヴァティーがガネーシャをあやしている姿

世界軸はさまざまな文化に存在し異なった形態となって現れる。その象徴は栄養を供給するへその緒のように女性的な場合もあれば、子宮に受精させようとする陰茎のように男性的な場合もある。自然の物体であれば山、木（世界樹）、蔓、茎、煙や炎の柱であり、人間の手による人工物であれば棒、塔、梯子、階段、五月柱（メイポール）、十字架、尖塔、縄、トーテムポール、柱などである。上方への志向は宗教的なもの（パゴダ、神殿の山、教会、ミナレット）と深い関係にあるが、非宗教的なもの（オベリスク、燈台、ロケット、摩天楼）であることもある。　世界軸は呪術やアニミズムの信仰体系を持った文化の際立った特徴ではあるが、最先端の科学技術をもった国々でも見られる特徴である。つまり高さへの衝動が世界の中心という概念によって高層建築物と根強く関係している。

## 背景
自分の家や土地を「世界の中心」と考えることは、それらがその人にとっての活動領域の中心であることから、自然な行為といえる。「中国」という名称は世界の中心に位置しているという古代の考えを表現している。

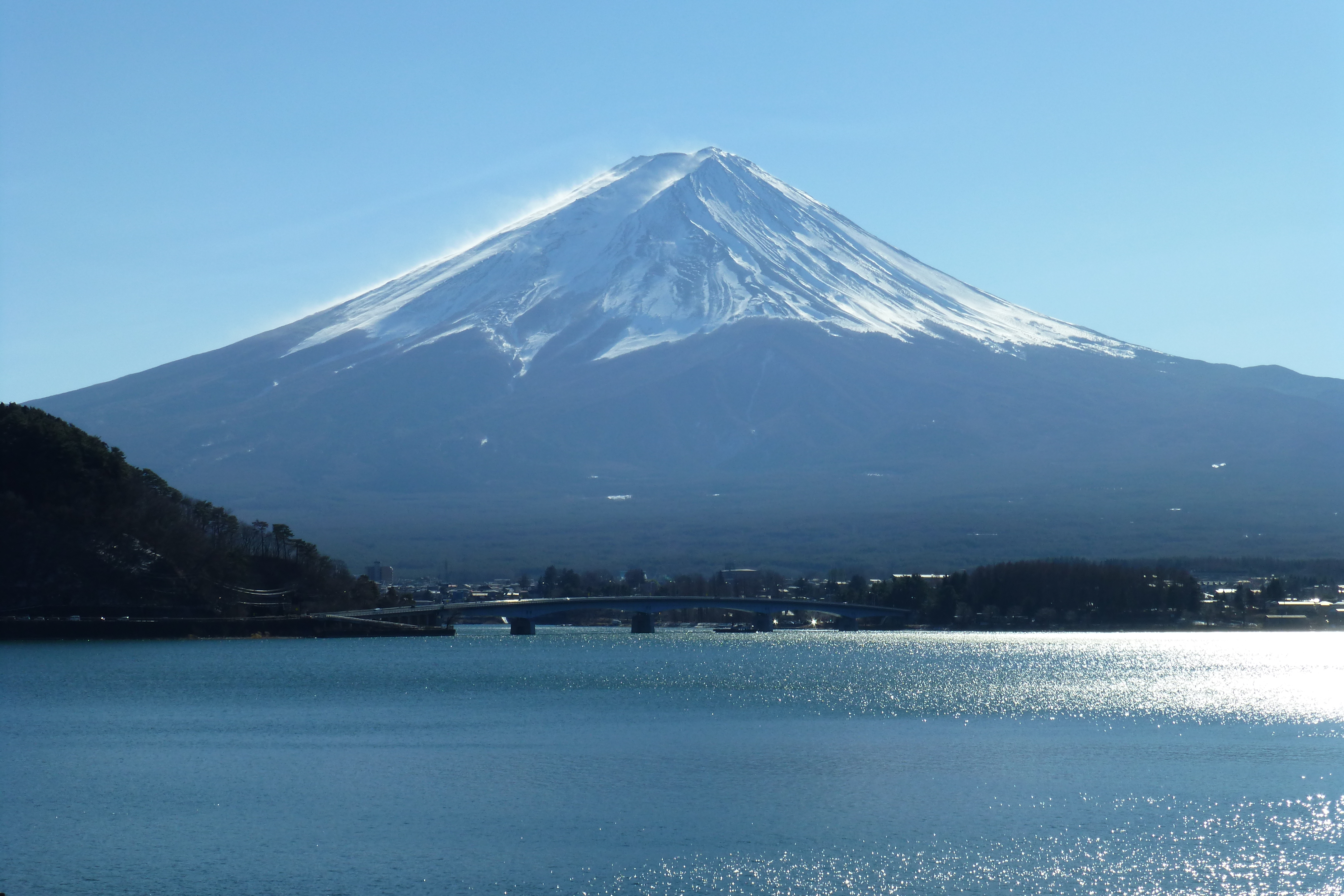
富士山

自らの慣れ親しんだ世界内で、特定の場所―たいてい大地と天空とが近接する山などの高い地点―が中心の中心、すなわち世界軸としての地位を獲得する。高い山は典型的にその付近の住民によって神聖なものとみなされている。聖廟はたいてい頂上や基礎の上に直立している。日本で最も高い山である富士山は日本文化において昔から世界軸の象徴であった。崑崙山脈は中国で似た役割を担っている。スー族の信仰ではブラックヒルズが世界軸である。カイラス山はチベットの諸宗教にとっては神聖なものである。イスラムではメッカのカアバ神殿。古代メソポタミアにおいては、シュメール人やバビロニア人らが人工の山であるジグラットを川沿いの平野に建立した。ジグラットは頂上に位置する神殿へとつながる階段の土台となっていた。メキシコのテオティワカンを築いたネイティブ・アメリカンは、天へと向かう階段が印象的な巨大なピラミッドを建てた。 中国には、道教で「世界の中心にある山」として知られる崑崙がある。「山へ行く」ということは、自らを精神的な生活に捧げることを意味していた。